# 十六烷基三甲基氯化铵
十六烷基三甲基氯化铵也稱為西曲氯铵，簡稱CTAC，是一種帶有長鏈的季銨鹽，分子式為CH3(CH2)15NCl)(CH3)3，因為同時有親脂性的長碳鏈及親水性的季銨離子，也是表面活性劑。像CTAC這類的長鏈季銨鹽，常會和長鏈的脂肪醇（例如硬脂醇）用在潤髮乳和洗髮精中。十六烷基三甲基氯化铵也是常用的消毒劑。
其中陽離子介面活性劑的濃度約為1–2%，醇類的濃度和陽離子介面活性劑相當，或是略多一些。由介面活性劑、脂肪醇和水組成的三元系統會產生層狀結構，形成滲透網絡，使凝膠可以生成。